# Catriona Fallon
Catriona Mary Fallon (Burlingame, 8 de agosto de 1970) es una deportista estadounidense que compitió en remo.
Ganó cuatro medallas en el Campeonato Mundial de Remo entre los años 1993 y 1995. Participó en los Juegos Olímpicos de Atlanta 1996, ocupando el cuarto lugar en la prueba de ocho con timonel.

## Palmarés internacional
| Campeonato Mundial | Campeonato Mundial            | Campeonato Mundial | Campeonato Mundial |
| Año                | Lugar                         | Medalla            | Prueba             |
| ------------------ | ----------------------------- | ------------------ | ------------------ |
| 1993               | Račice (República Checa)      | Medalla de plata   | Ocho con timonel   |
| 1994               | Indianápolis (Estados Unidos) | Medalla de plata   | Cuatro sin timonel |
| 1994               | Indianápolis (Estados Unidos) | Medalla de plata   | Ocho con timonel   |
| 1995               | Tampere (Finlandia)           | Medalla de oro     | Ocho con timonel   |